# Sifu
Pour l’article homonyme, voir Sifu (jeu vidéo).
Sifu ou parfois shifu (師傅 et 師父, pinyin : shīfu, cantonais : si¹fu⁶) est la transcription de deux idéogrammes chinois qui se prononcent tous les deux de manière identique (en mandarin shīfu et en cantonais si¹fu⁶), et qui signifient tous les deux « maître, enseignant ». 
Le caractère 師 (shī) signifie « enseignant, maître, expert ». Le caractère 傅 (fù) signifie « tuteur », alors que le caractère 父 (fù) signifie « père ». 
- Le premier terme 師傅 a seulement le sens « maître, expert », et est utilisé comme titre de politesse pour exprimer le respect envers l'expérience et les compétences d'un individu.
- Le second terme 師父 porte le double sens « maître, expert » et « père », et dénote ainsi de manière explicite une relation maître-disciple ou enseignant-élève. Ce terme est donc utilisé par un individu seulement envers son propre maître ou enseignant.

En Chine, laoshi (老師; lǎoshī) est également utilisé pour exprimer « enseignant, professeur ».

## Usage dans les arts martiaux
Les deux termes sifu sont notamment utilisés dans le cadre des arts martiaux chinois pour traduire la notion de maître d'art martial, où ils peuvent être comparés aux termes japonais shihan ou sensei. Le terme 師父 sera utilisé par un élève pour désigner son propre enseignant.

## Dans la culture populaire
- Dans le film d'animation américain Kung Fu Panda, Maître Shifu est le maître du personnage principal, Po.
- Le jeu vidéo homonyme d'arts martiaux Sifu reprend cette double idée, le Sifu en question étant à la fois le professeur et le père du héros.